# Aphanotorulus unicolor
Aphanotorulus unicolor är en fiskart som först beskrevs av Steindachner, 1908.  Aphanotorulus unicolor ingår i släktet Aphanotorulus och familjen Loricariidae. Inga underarter finns listade i Catalogue of Life.

## Bildgalleri

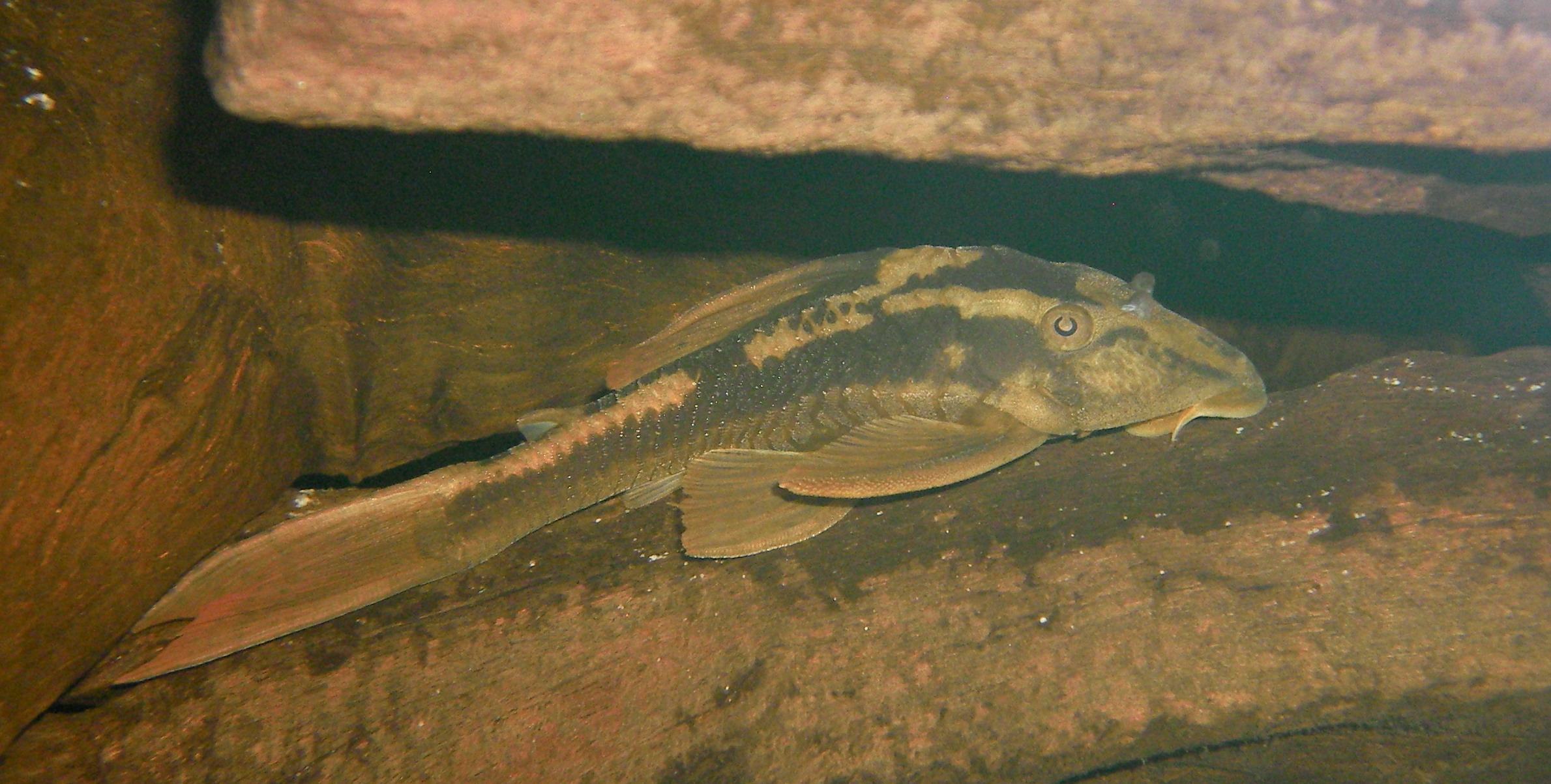